# Ђорђе Милојевић
Ђорђе Милојевић (Београд, 18. јун 1939 — Београд, 15. децембар 2001) био је српски и југословенски филмски продуцент и генерални директор Центар филма.
У тинејџерским годинама бавио се кошарком, а убрзо и посветио и кинематографији и у њој радио на свим пословима, од физичког радника и вође снимања до продуцента филмова, до промотера српских филмова у свету.
Подучавао је младе генерације и уводио их почетне пословне трикове, позајмљивао ствари пред важне састанке у иностранству на фестивалима и упознавао са легендама европског и светског филма.
Био је и остао узор млађим генерацијама српског и југословенског филма и телевизије.
Завршио је Економски факултет у Београду. Још током студија, од 1954. године почео да ради у кинематографији.
Од 1966. године радио је у Центар филму, прво као вођа снимања затим као помоћни организатор на великом броју филмских пројеката. Од 1986 године до смрти 2001. био је генерални директор предузећа Центар филм Београд.
Као продуцент или копродуцент потписао је бројне наслове: Свет који нестаје, Ово мало душе, За сада без доброг наслова, Лагер Ниш , Сунцокрети, Бој на Косову, документарац Амбасадор је убијен у Стокхолму, Вирџина, Три карте за Холивуд и многе друге.
Продуцирао је око 30 српских и југословенских наслова и 600 документарних филмова. Године 1991. изабран је за генералног секретара Југословенске филмске академије.
Носилац је ордена Витеза за уметност и културу Републике Француске.
Био је мајстор продукције, учествовао је у стварању српских филмова као промотер филма у свету обављајући послове пласмана и продаје домаћих филмова у иностранству.
Почев од првих искустава из времена црног таласа, преко филмова које су припадници прашке школе радили у Центар филму, па до бројних других послова које је са успехом обављао, остао је велики и незаменљиви учитељ млађим генерацијама.
Током целе каријере, био је у блиским контактима са Радио телевизијом Србије, као продуцент, филмски дистрибутер и као врсни добављач квалитетног тв програма.
У време санкција, услед немогућности сваке врсте да се бави реализацијом великих филмских пројеката, Милојевић се определио за производњу серијала документарно—играног програма посвећеног великанима српске историје, уметности, спорта, односно пројекту који је изнедрио на десетине емисија, ТВ филмова и књига.
Поред многобројних, радио је документарце и о Живојину Мишићу, 100 година филма у Србији, Николи Пашићу, Стевану Мокрањцу и биографије глумаца попут Мије Алексића, Миливоја Живановића, Павла Вуисића, Зорана Радмиловића, Драгана Николића и многих других глумаца.